# Лжедмитрий IV
Лжедми́трий IV — самозванец неизвестного происхождения, выдававший себя за сына Ивана IV Грозного царевича Дмитрия Ивановича. Предположительно он также выдавал себя за якобы спасшегося в окрестностях Калуги Лжедмитрия II. Также известен как «астраханский вор».

## Биография
Об этом самозванце практически ничего не известно. О. Г. Усенко высказал предположение об отождествлении Лжедмитрия IV с Гурием, который упоминается как самозванец в русском произведении XVII века «Плач о пленении и о конечном разорении Московского государства», посвящённом Смутному времени и отражающим события в Поволжье.
Этот самозванец появился примерно в конце 1611 года, когда Лжедмитрий III добился признания на cеверо-западе Московского царства, сделав своей резиденцией Псков. Лжедмитрий IV объявился в Астрахани, где его признало царём всё Нижнее Поволжье. Таким образом, в России одновременно действовало два «царя Дмитрия» — Лжедмитрий III на северо-западе и Лжедмитрий IV на юге.
Примечательно, что вместе с астраханским «вором» был ногайский князь Пётр Урусов, который, в свою очередь, убил Лжедмитрия II. В результате этого было сделано предположение, что новый самозванец являлся ставленником ногайского князя, который не без основания опасался за свою жизнь, находясь в регионе, где было много казаков, ярых последователей Лжедмитрия II.
Неизвестно, претендовал ли этот самозванец на Московский престол, но, вероятно, Лжедмитрий IV имел успех, так как о нём упоминается в московских грамотах, которые Семибоярщина, временное правительство при поляках, отправляла в Кострому и Ярославль в начале 1612 года:

…а другой вор, также Димитрий, объявился в Астрахани у князя Петра Урусова, который калужского убил. И такими воровскими государями крепко ли Московское государство будет и кровь христианская литься и Московское государство пустошиться вперёд перестанет ли?

Однако примерно в это же время астраханский «вор» бесследно исчез с политической арены Смутного времени, и о дальнейшей его судьбе ничего не известно.